# Luftwaffe
Luftwaffe is de veelgebruikte naam voor de Duitse luchtmacht. Het woord Luftwaffe (luchtwapen) is in de Duitse taal echter niet gebonden aan één land, maar betekent daar eenvoudig luchtmacht.
De huidige Luftwaffe is opgericht op 9 januari 1956 tijdens de Koude Oorlog als luchtmacht van de Bondsrepubliek Duitsland. De Luftwaffe werd vanaf het begin onder NAVO-commando gesteld. In 1956 richtte de DDR eveneens een eigen luchtmacht op, de Luftstreitkräfte der NVA, die rechtstreeks onder Sovjet-bevel stonden. De Luftstreitkräfte werden opgenomen in de Luftwaffe bij de Duitse Hereniging in 1990. Na de Tweede Wereldoorlog heeft de Luftwaffe alleen in 1999 in Kosovo strijd geleverd.

## Geschiedenis

### Oprichting
De voorloper van de Luftwaffe, Die Fliegertruppe des Deutschen Kaiserreiches, of Luftstreitkräfte, werd opgericht in 1910, voor de uitbraak van de Eerste Wereldoorlog. In het begin was het gebruik van vliegtuigen alleen bedoeld voor verkenningsdoeleinden, ter ondersteuning van de troepen op de grond, zoals eerder werd gedaan met ballonnen. 

### Eerste Wereldoorlog

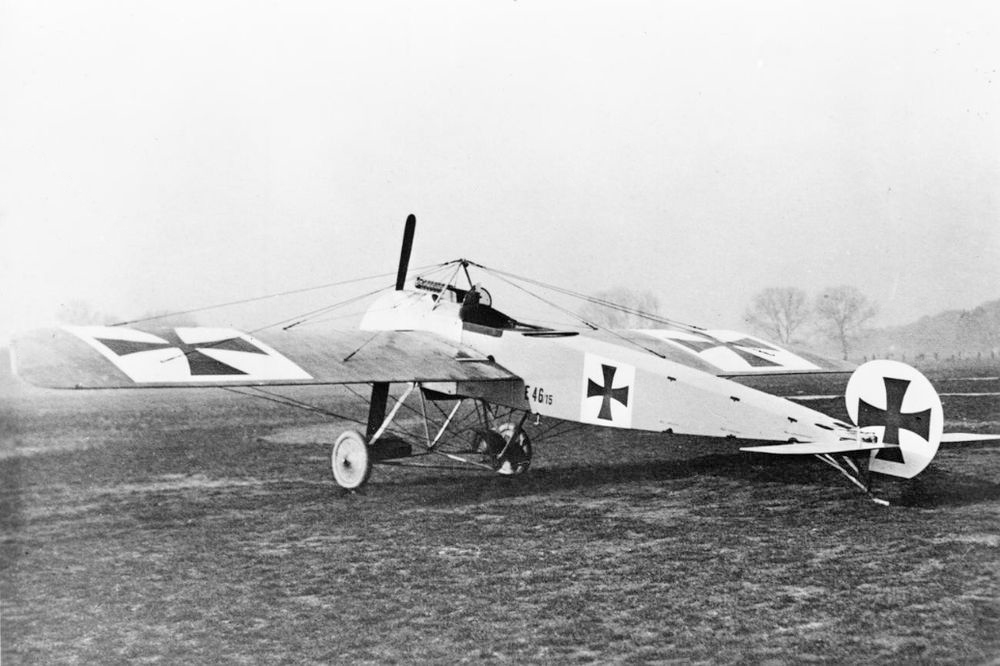
Fokker Eendekker I

Tijdens de Eerste Wereldoorlog gebruikte de keizerlijke luchtmacht een breed scala aan vliegtuigen, variërend van jachtvliegtuigen (zoals gebouwd door Albatros Flugzeugwerke en Fokker), verkenningsvliegtuigen (Aviatik en DFW) en zware bommenwerpers (Gothaer Waggonfabrik, beter bekend als Gotha, en Zeppelin-Staaken).
Toch kregen de jachtvliegtuigen de meeste aandacht, want die 'produceerden' de azen, zoals Manfred von Richthofen (De Rode Baron), Hermann Göring, Ernst Udet, Oswald Boelcke en Max Immelmann. Net als de Duitse marine gebruikte ook het leger Zeppelins als luchtschepen voor het bombarderen van zowel militaire als civiele doelen in Frankrijk en België, alsook in het Verenigd Koninkrijk.
Alle Duitse en Oostenrijk-Hongaarse vliegtuigen gebruikten het IJzeren Kruis insigne tot het begin van 1918, toen het vervangen werd door het Balkenkreuz, een zwart Grieks kruis op een witte achtergrond.
Nadat de oorlog in een nederlaag voor Duitsland was geëindigd, werd de luchtmacht opgeheven als gevolg van het Verdrag van Versailles, dat eiste dat alle vliegtuigen vernietigd werden. Hierdoor is de huidige Luftwaffe (opgericht in 1956) niet de oudste onafhankelijke luchtmacht, omdat de Britse Royal Air Force al sinds 1 april 1918 onafgebroken bestaat.

### Weimarrepubliek
Omdat Duitsland ingevolge het Verdrag van Versailles geen nieuwe luchtmacht mocht opbouwen, was er de behoefte om in het geheim piloten te trainen voor een eventuele toekomstige oorlog. In het begin werden burgerluchtvaartscholen in Duitsland gebruikt, maar daar kon alleen met lichte toestellen gevlogen worden om de schijn op te houden dat ze trainden om in dienst te gaan bij Lufthansa. Sinds het Verdrag van Rapallo onderhield Duitsland goede betrekkingen met de Sovjet-Unie, een land dat ook geïsoleerd was binnen Europa. Om haar piloten ook te laten trainen op de nieuwste gevechtsvliegtuigen bood de Sovjet-Unie hulp aan aan Duitsland. In 1924 werd bij Lipetsk een geheim vliegveld aangelegd, dat tot 1933 operationeel zou blijven. Het maakte vooral gebruik van Nederlandse Fokker D.XIII vliegtuigen en Russische vliegtuigen, maar ook enkele Duitse trainingsvliegtuigen. Deze basis stond officieel bekend als het 4e squadron van de 40e Vleugel van het Rode Leger.

### Luftwaffe (Wehrmacht)
Op 26 februari 1935 gaf Adolf Hitler Hermann Göring de opdracht om de Luftwaffe opnieuw op te richten. Hij brak daarmee het Verdrag van Versailles, maar sancties van het Verenigd Koninkrijk en Frankrijk of de Volkenbond bleven uit. Ook toen de nieuwe luchtmacht apart van het Heer, het Duitse landleger, actief was, zou het de traditie behouden dat het personeel dezelfde rangen kreeg als bij het landleger. Voor de officiële heroprichting van de Luftwaffe was er een paramilitaire luchtmacht, de Deutscher Luftverband of DLV, met Ernst Udet aan het hoofd. Het insigne van de DLV werd uiteindelijk het insigne van de Luftwaffe. De DLV had geen militaire rangen, maar gebruikte rangen die meer civiel leken.
Dr. Fritz Todt, de ingenieur die de dwangarbeidsorganisatie Organisation Todt had opgericht, kreeg de rang van Generalmajor in de Luftwaffe. Strikt genomen was hij geen luchtvaartman, al diende hij wel in een observatiesquadron tijdens de Eerste Wereldoorlog, waar hij ook het IJzeren Kruis kreeg. Hij stierf in een vliegtuigongeluk in februari 1942.
Er wordt gezegd dan Hermann Göring zelf het embleem voor de Luftwaffe had gekozen, dat verschilde van de emblemen van andere legeronderdelen. De adelaar, een oud symbool van het Duitse Rijk bleef, maar in een andere compositie. Sinds 1933, toen Hitlers NSDAP aan de macht kwam, hield de adelaar in zijn klauwen het symbool van de partij, het hakenkruis, dat meestal werd omgeven door een eikenkrans. Göring wilde voor de Luftwaffe niet die adelaar, die hem veel te statisch en massief was. In plaats daarvan koos hij voor een adelaar met gespreide vleugels, wat beter bij een luchtmacht past. Terwijl de adelaar van de Wehrmacht het hakenkruis ferm met beide klauwen vasthoudt, hield de adelaar van de Luftwaffe het hakenkruis slecht met één klauw vast, terwijl de andere in een dreigende pose gebogen was.
De Luftwaffe had de ideale gelegenheid om zijn piloten, vliegtuigen en tactieken te testen tijdens de Spaanse Burgeroorlog van 1936-1939, toen het Legioen Condor naar Spanje werd gestuurd om de anti-republikeinse opstand, geleid door Francisco Franco, te ondersteunen. Onder de vliegtuigen waren namen die wereldberoemd zouden worden: de Junkers Ju87 Stuka duikbommenwerper en het Messerschmitt Bf 109 jachtvliegtuig. De Luftwaffe herkenningstekens werden verwijderd, zodat de wereld niet zou zien dat Duitsland de opstand actief steunde. In plaats van het hakenkruis op het staartvlak, gebruikten ze de tekens van de Nationalistische Luchtmacht, een Andreaskruis op een witte achtergrond op het roer van het vliegtuig en zwarte schijven op de vleugels en romp.

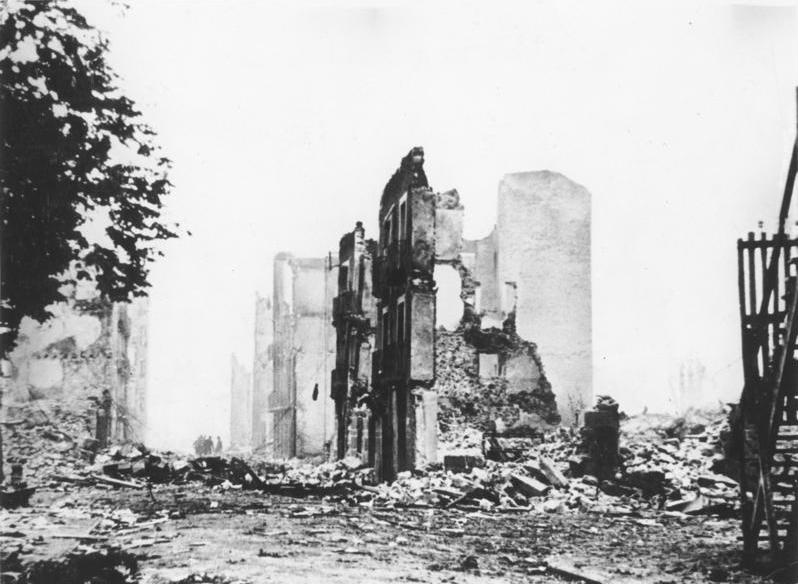
Ruïnes van Guernica

Een grimmig voorbeeld voor het systematisch bombarderen van steden tijdens de Tweede Wereldoorlog kwam in april 1937, toen een gecombineerde strijdmacht van Duitse en Italiaanse bommenwerpers onder Nationalistisch commando de Baskische stad Guernica in noordoost Spanje verwoestten. Dit bombardement leidde tot een wereldwijde veroordeling. De herinnering aan het drama wordt mede levend gehouden door het schilderij Guernica van Pablo Picasso uit 1937. Velen hadden de angst dat dit de toekomstige manier van luchtoorlogvoeren was, omdat de Italiaanse strateeg-generaal Giulio Douhet (die stierf in 1930) theorieën had geformuleerd die "strategisch bombarderen" genoemd werden. Het idee was dat door vanuit de lucht aan te vallen in het industriële hart van de tegenstander de moraal van de bevolking zo zou dalen, dat de regering wel vrede moest sluiten. Dit bleek zo te zijn, niet alleen tijdens de aankomende oorlog in Europa, maar in meerdere oorlogen.

#### Tweede Wereldoorlog
Aan het begin van de Tweede Wereldoorlog was de Luftwaffe de modernste en sterkste luchtmacht, en het domineerde de lucht boven Europa met vliegtuigen die veel geavanceerder waren dan de eigenlijke tegenstanders. De Luftwaffe stond centraal in de Duitse Blitzkrieg tactiek. De Luftwaffe gebruikte als eerste op grote schaal in Noorwegen en daarna bij de aanval op Nederland op 10 mei 1940 parachutisten en luchtlandingstroepen, in het Nederlandse geval met de bedoeling de koninklijke familie en de regering gevangen te nemen. Deze aanval mislukte jammerlijk (zie Slag om Den Haag), en vele honderden luchtlandingstroepen werden gevangen genomen.
De tweede grote luchtlandingsoperatie vond plaats op Kreta, maar hoewel het eiland veroverd werd, bleek dit soort operaties zo kostbaar dat het nooit meer door de nazi's werd gebruikt.

##### Verliezen
Bij de aanval op Nederland van 10 tot 14 mei 1940 verloor de Luftwaffe binnen drie dagen ruim 500 toestellen, zoals lt-kol E. Brongers ook beschreef Dat was het grootste verlies dat een luchtmacht ooit heeft geleden in de geschiedenis van de militaire operaties.

##### Rotterdam 14 mei 1940
De Luftwaffe voerde op 14 mei 1940 het bombardement op Rotterdam uit, hoewel bij onderhandelingen al een overgave van de stad overeengekomen was. Daarbij vielen 800 doden, tot dat moment het grootste aantal doden van één bombardement ter wereld. Ook Middelburg werd op 19 mei 1940 gebombardeerd, hoewel een deel van de schade daar het gevolg lijkt te zijn van een Franse beschieting. Daarna startte de Luftwaffe bombardementen op Britse doelen, zowel militair als burger, zoals het bombardement op Coventry en dit in reactie van een Brits bombardement op Berlijn.

##### Slag om Engeland
Flink aangeslagen, verloor de Luftwaffe tijdens Slag om Engeland in de zomer van 1940 gestaag haar superioriteit in de lucht boven de Britse eilanden, doordat vooral de Britten en de Amerikanen in rap tempo veel meer en betere toestellen ontwikkelden en produceerden en hun radar en luchtafweer verbeterden. Bovendien werden de vliegtuigfabrieken in Duitsland steeds zwaarder gebombardeerd.

##### Luftgau Holland
Nederland kreeg als Luftgau Holland de rol van eerste verdedigingslinie voor de Luftwaffe tegen de geallieerden, en er kwam een groot vluchtleidingscentrum in Schaarsbergen bij vliegveld Deelen in de zg. Diogenesbunker. De Luftwaffe verloor boven Nederland ongeveer 3000 toestellen en ongeveer 14.000 manschappen die meest begraven liggen op de Duitse militaire begraafplaats in Ysselsteyn.

##### Vliegtuigen tijdens WO-2
De succesvolste vliegtuigen van de Lufwaffe tijdens de oorlog waren de jagers Focke-Wulf Fw 190 Würger, de Messerschmitt Bf 109 en de Junkers Ju 87 Stuka duikbommenwerper, die de voornaamste rol bij de Blitzkrieg speelde, en het transportvliegtuig de Junkers Ju 52 tante Ju. De Luftwaffe produceerde ook de eerste bruikbare straaljager, de Messerschmitt Me 262. Ook produceerde en gebruikte de Luftwaffe het eerste geleide onbemande vleugelvliegtuig met straalmotor, de V-1 en de eerste geleide onbemande ballistische raket, de V-2.
Aan het einde van de oorlog was de Luftwaffe niet langer een belangrijke factor, ondanks de ontwikkeling van geavanceerde vliegtuigen zoals het eerste operationele straalvliegtuig ter wereld, de Me 262, omdat de Luftwaffe geplaagd werd door brandstoftekorten vanwege geallieerde blokkades, onvoldoende productiecapaciteit en tekort aan getrainde piloten.

### Luftwaffe (Bundeswehr)

#### Koude Oorlog
Na de oorlog was de Duitse luchtvaart in het algemeen gigantisch ingekort, en militaire luchtvaart was compleet verboden toen de Luftwaffe in augustus 1946 officieel werd opgeheven. Dit veranderde toen de Bondsrepubliek Duitsland in 1955 lid werd van de NAVO. De Duitse strijdkrachten werden binnen de NAVO geïntegreerd en tijdens de Koude Oorlog ingezet bij de verdediging van West-Europa tegen de militaire dreiging van de Sovjet-Unie en haar bondgenoten in het Warschaupact. In de decennia daarna werd de in 1956 als onderdeel van de Bundeswehr heropgerichte en toen nog West-Duitse Luftwaffe voornamelijk uitgerust met Amerikaanse toestellen die lokaal onder licentie werden geproduceerd. Alle vliegtuigen hadden als herkenningsteken het IJzeren Kruis, waarmee terug werd gegrepen op de Eerste Wereldoorlog, en de Duitse vlag op het staartvlak.
Veel bekende gevechtspiloten die in de oorlog bij de Luftwaffe hadden gevlogen ondergingen een opfriscursus in de Verenigde Staten, waarna ze bij de Luftwaffe in dienst kwamen. Hieronder waren onder andere Erich Hartmann, de hoogst scorende aas ooit (352 neergehaalde toestellen), Gerhard Barkhorn (301), Günther Rall (275) en Johannes Steinhoff (176). Steinhoff, die littekens over zijn hele lichaam had van een crash met een Me 262, zou uiteindelijk opperbevelhebber van de Luftwaffe worden, en opgevolgd worden door Rall. Hartmann ging in 1970 met pensioen in de rang van Oberst (Kolonel).

#### Starfightercrisis

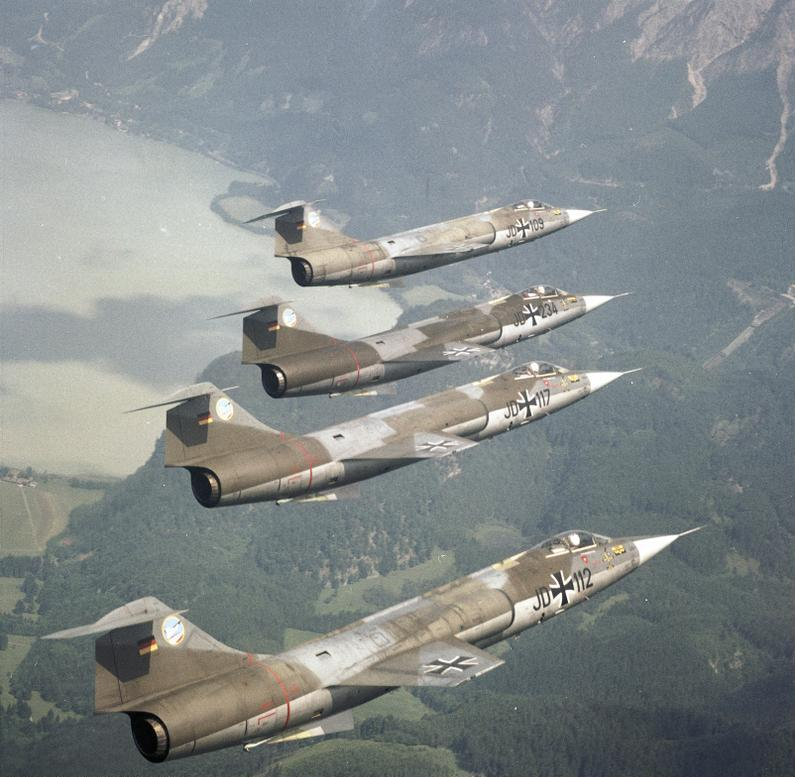
F-104 Starfighter

Tijdens de jaren zestig was de "Starfightercrisis" een groot probleem voor de Duitse politici, omdat vele van deze Lockheed F-104 jachtvliegtuigen neerstortten, nadat ze aangepast waren voor de Luftwaffe. In dienst van de Luftwaffe stortten 292 van de 916 Starfighters neer, wat het leven van 115 piloten kostte. Hierdoor kwam de roep van de West-Duitse bevolking dat de Starfighter niet veilig was en hij kreeg de bijnaam Witwenmacher (weduwemaker).
Steinhoff en zijn assistent Rall constateerden dat de niet-Duitse F-104's veel veiliger waren. Spanje bijvoorbeeld verloor in die periode geen enkele Starfighter. De Amerikanen gaven de manier van vliegen van de Duitse piloten de schuld, in plaats van het vliegtuig. Steinhoff en Rall lieten onmiddellijk hun dagelijkse werk voor wat het was en leerden vliegen in Amerika, met instructeurs van Lockheed. Daar ontdekten ze verschillen in de training waardoor de ongelukken konden ontstaan.
Steinhoff en Rall veranderden meteen het trainingsprogramma voor de F-104-piloten en het ongevallencijfer daalde snel tot op of onder die van andere landen. Ze brachten ook de hoge graad van training en professionaliteit die nog steeds zichtbaar is in de hedendaagse Luftwaffe. Toch heeft de F-104 zich nooit kunnen ontdoen van zijn Witwenmacher-reputatie, wat leidde tot vervroegde vervanging van de F-104, vroeger dan andere landen die de F-104 gebruikten.

#### Jaren zeventig
Van 1965 tot 1970 had de Luftwaffe twee eenheden die uitgerust waren met 16 Pershing I raketsystemen met kernkoppen van de US Army. In 1970 werd dit systeem vervangen door de nieuwe Pershing IA met 72 systemen. In 1991 verwijderde de Luftwaffe de systemen uit haar inventaris, en alle raketten werden vernietigd.
De Verenigde Staten voorzien Duitsland van nucleaire wapens onder een nuclear sharing overeenkomst van de NAVO. In 2005 waren er 60 B61-kernwapens geleverd, opgeslagen op de luchtmachtbases Büchel en Ramstein, die in crisistijd afgeworpen kunnen worden door de Panavia Tornado van de Luftwaffe.

#### Duitse hereniging

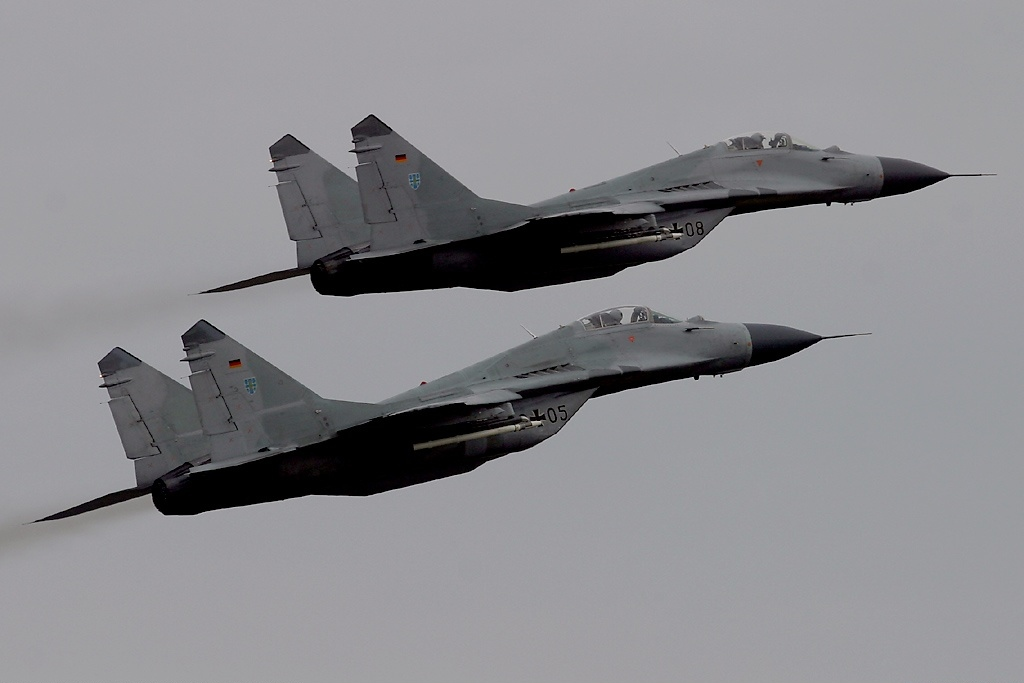
Twee MiG's 29 van de Luftwaffe

De Oost-Duitse luchtmacht, de Luftstreitkräfte der NVA, was uitgerust met enkel in het Oostblok geproduceerde vliegtuigen, als de Sukhoi Su-17 "Fitter" en de bekendere producten van Mikojan-Goerevitsj (MiG), zoals de MiG-21, MiG-23 en MiG-29 jachtvliegtuigen, en was vooral een uitbreiding van de luchtmacht van de Sovjet-Unie in de DDR. De Oost-Duitse luchtmacht was ook uniek binnen het Warschaupact omdat het vaak was uitgerust met de nieuwste vliegtuigen van Russische makelij. Als verlengstuk van de Sovjetluchtmacht, had de Luftstreitkräfte veel minder autonomie dan de andere luchtmachten in het Oostblok. De tekens op de vliegtuigen lieten zien dat ze tot het communistische blok hoorden. Deze tekens bestonden uit een diamantvormig ontwerp, waarin de Duitse driekleur verticaal stond afgebeeld. Middenin stonden een hamer en passer, zoals ook op de vlag van de DDR stond.
Na de Duitse hereniging in oktober 1990 werden de vliegtuigen van de NVA overgenomen door de Bondsrepubliek Duitsland, en de DDR-tekens op de vliegtuigen werden vervangen door het IJzeren Kruis, waardoor de situatie ontstond dat er voormalige Sovjetvliegtuigen dienden in de NAVO. De meeste werden uit dienst genomen en vele daarvan werden verkocht aan de nieuwe Oost-Europese lidstaten van de NAVO, zoals Polen en de Baltische staten. Alleen Jagdgeschwader 73 "Steinhoff" in Laage bleef bestaan. De piloten van dit eskader vlogen in de nieuwe MiG-29, en waren de beste piloten. In 2004 werden de MiG-29's verkocht aan Polen. Sindsdien vliegt JG 73 met de Eurofighter Typhoon.

#### Tegenwoordige toestand
Sinds de jaren zeventig heeft de Luftwaffe samen met andere luchtmachten actief meegedaan aan projecten voor een Europees gevechtsvliegtuig, zoals de Panavia Tornado en recenter de Eurofighter Typhoon.
In maart 1999, voor het eerst sinds 1945, deed de Luftwaffe weer mee aan gevechtshandelingen, ditmaal in de Kosovo-oorlog.
Er werden geen verliezen geleden tijdens de missies, maar toch bleek de rol controversieel te zijn, vanwege de sterk pacifistische gevoelens in de politiek en onder de bevolking van Duitsland. Er waren ook twijfels of het constitutioneel wel mocht, omdat het Duitsland niet toegestaan was en is om in aanvalsoorlogen deel te nemen volgens de Duitse Grondwet van 1949.
In maart 2022 besloot Duitsland 35 F-35-jagers en 15 Eurofighter Typhoons te kopen om de luchtmacht te versterken. De nieuwe vliegtuigen gaan de Panavia Tornados vervangen die in de jaren tachtig van de 20e eeuw zijn aangeschaft. De F-35's zullen worden gebruikt om luchtoverwicht te bereiken en als aanvalstoestel. Ze kunnen ook ingezet worden om tactische kernwapens voor de Navo te vervoeren. De Typhoons worden ingezet voor gespecialiseerde missies zoals elektronische aanvallen en escortetaken. De nieuwe vliegtuigen worden tussen 2025 en 2030 operationeel.

## Materieel
In 2021 beschikte de Duitse luchtmacht over 242 gevechtsvliegtuigen van het type Eurofighter en Tornado. Er stonden nog 37 Eurofighters in bestelling. Verder waren er zeven tank- en 31 transporttoestellen. Zes Tornados worden gebruikt voor trainingsdoeleinden. Tot slot waren er 78 helikopters beschikbaar en het Duitse landleger heeft ook nog ruim 200 helikopters in handen.

### Vliegtuigen
- Eurofighter Typhoon
- Panavia Tornado
- Lockheed P-3 Orion (bij marine ingedeeld)
- Airbus A310
- Airbus A319 (regeringstoestel)
- Airbus A330 (tanker-transporttoestellen in een pool met verschillende andere NAVO landen, waaronder Nederland, waar de toestellen geregistreerd staan)
- Airbus A340 (regeringstoestel)
- Airbus A400M (sinds 2014 in dienst)
- Bombardier Global 5000
- Transall C-160
- Dornier Do 228 (bij marine ingedeeld)
- Cessna T-37 (met USAF herkenningstekens en -registraties)
- Northrop T-38 Talon (met USAF herkenningstekens en -registraties)

### Helikopters
- NHIndustries NH90
- Eurocopter Tiger
- Eurocopter EC-135
- Bell UH-1
- Sikorsky CH-53
- Eurocopter (MBB) BO-105 (weg)
- Eurocopter EC145 (militaire variant H145M)
- Westland Sea King
- Westland Lynx
- Eurocopter Cougar
- EADS Barracuda (experimentele UAV)